# Zanker

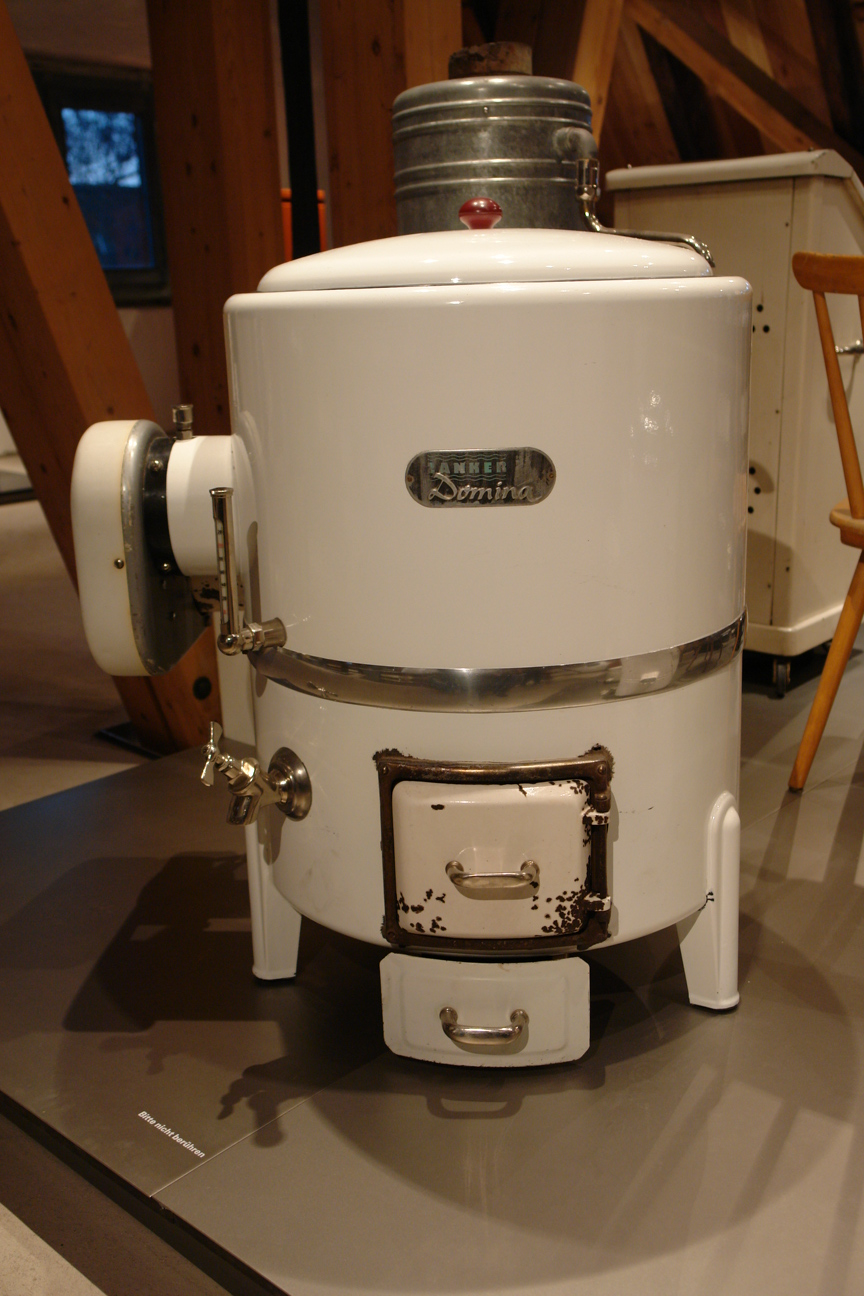
Historische Zanker-Waschmaschine vom Typ „Domina“

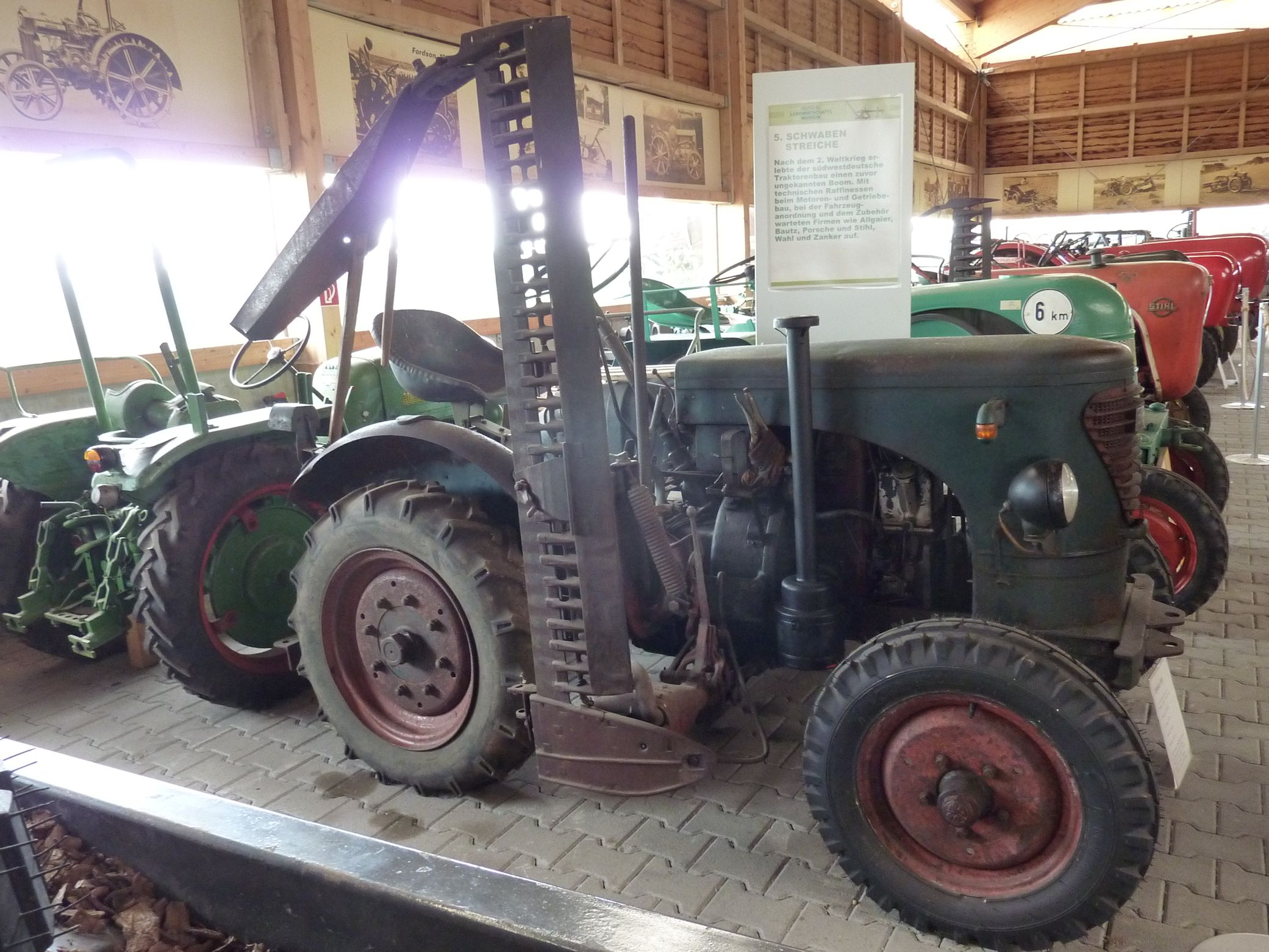
Ein Zanker M 1

Zanker war ein deutscher Hersteller von Haushaltsgeräten und ist heute eine Marke des schwedischen Electrolux-Konzerns.

## Firmengeschichte
1888 gründete Imanuel Zanker eine Metallwarenfabrik in Tübingen. 1903 übernahm Zanker die Schleifmühle für Kupferprodukte am Ammerkanal in der Tübinger Weststadt. In dieser Zeit produzierte das Unternehmen vorwiegend Wirtshausschilder, Bettflaschen und Kutscherlaternen. Bis 1912 existierte die Firma unter dem Namen „Hermann Zanker, Maschinen- und Metallwarenfabrik“. Ab 1912 firmierte das Unternehmen als „Im. Zanker, Metallwarenfabrik“; 1939 wurde der Namenszusatz Kupferhammer eingeführt. In den 1930er Jahren begann die Produktion der ersten motorgetriebenen Waschmaschinen, für die die Firma letztendlich bekannt wurde. Der Firmenname Zanker stand ab 1930 für Qualitätsprodukte im Bereich der Waschmaschinen. Einen Aufschwung erfuhr die Firma insbesondere in den Jahren des Wiederaufbaus und des Wirtschaftswunders, nach dem Zweiten Weltkrieg. Schnell wurde Zanker deshalb auch zum größten Arbeitgeber im Stadtgebiet Tübingen. Ab 1945 erweiterte Zanker seine Produktpalette und stellte sowohl Kühlschränke, Geschirrspüler als auch Bügelmaschinen und Heizgeräte her. Im Jahr 1949 stieg Zanker in den Bau von Schleppertraktoren ein und produzierte den Zanker M1. 1967 übernahm die Hermann Zanker KG den hessischen Hersteller Forbach. Die Forbach GmbH & Co. KG hatte sich bis zu diesem Zeitpunkt auf die Herstellung von Heißwassergeräten spezialisiert.
Zu Beginn der 1970er Jahre übernahm die AEG einen 75-prozentigen Anteil an der Zanker GmbH. 1979 drohten Massenentlassungen, die auf die AEG-Krise zurückzuführen waren. 1981 wurde die Schließung des Tübinger Unternehmens diskutiert, durch einen Vergleich aber zunächst verhindert. Anfang der 1980er zählte das Unternehmen noch rund 1.200 Mitarbeiter. 1981 wurde Konkurs angemeldet; 1982 war das Anschlusskonkursverfahren für die Zanker GmbH beendet und die Produktion von Waschmaschinen wurde durch die AEG von Tübingen nach Nürnberg verlagert. Zanker ging später in den Besitz von Electrolux über und wurde am 31. März 1993 als eigenständiges Unternehmen geschlossen.
Das Ende der Produktion führte zu fallenden Fahrgastzahlen auf der Ammertalbahn und in der Folge zu weniger Investition in den Erhalt der Bahnstrecke sowie zu einer Ausdünnung der Zugverbindungen. Dieser Trend wurde erst mit der Reaktivierung wieder umgedreht. In den ehemaligen Fabrikhallen in der Sindelfinger Straße unweit des Westbahnhofs haben sich seither eine Reihe von Industrie- und Gewerbeunternehmen angesiedelt.

## Produkte
Ab 1912 stellte das Unternehmen vorwiegend Metallwaren her. 1933 begann Zanker dann mit dem Bau von Waschmaschinen, 1939 mit Metallbehältern und Zentrifugen, 1947 mit Wäscheschleudern und 1977 mit der Produktion von Wäschetrocknern.
In den Jahren 1949 und 1950 produzierte Zanker auch den Bauernschlepper M 1. Von diesem Fahrzeug mit 10 kW (14 PS) starken Einzylinder-Zweitakt-Dieselmotor mit 1020 cm³ und direkter Strahleinspritzung wurden nur 100 Exemplare verkauft. Serienmäßig waren eine Licht- und Signalanlage, eine Ackerschiene, vordere und hintere Anhängerkupplung sowie eine Getriebezapfwelle. Zusätzlich konnte man den Ackerschlepper mit einem Mähantrieb, einem Mähwerk und einer Riemenscheibe ausrüsten. Schon 1950 gingen die Konstruktionszeichnungen in den Besitz von Bautz über. Derzeit werden über die Marke Zanker unter Führung von Electrolux Haushaltsgeräte vertrieben.